# Women's Rugby Super Series 2015
El Women's Rugby Super Series del 2015 fue la primera edición torneo femenino de rugby.

## Equipos participantes
- Selección femenina de rugby de Canadá
- Selección femenina de rugby de Estados Unidos
- Selección femenina de rugby de Inglaterra
- Selección femenina de rugby de Nueva Zelanda

## Posiciones
| Pos. | Equipo         | Encuentros | Encuentros | Encuentros | Encuentros | Tantos  | Tantos    | Tantos     | Puntos Bonus | Puntos Totales |
| Pos. | Equipo         | jugados    | ganados    | empatados  | perdidos   | a favor | en contra | diferencia | Puntos Bonus | Puntos Totales |
| ---- | -------------- | ---------- | ---------- | ---------- | ---------- | ------- | --------- | ---------- | ------------ | -------------- |
| 1    | Nueva Zelanda  | 3          | 3          | 0          | 0          | 113     | 43        | + 70       | 2            | 14             |
| 2    | Inglaterra     | 3          | 2          | 0          | 1          | 61      | 53        | + 8        | 1            | 9              |
| 3    | Estados Unidos | 3          | 1          | 0          | 2          | 63      | 114       | - 51       | 1            | 5              |
| 4    | Canadá         | 3          | 0          | 0          | 3          | 64      | 91        | - 27       | 3            | 3              |

Nota: Se otorgan 4 puntos al equipo que gane un partido y 2 al que empate
Puntos Bonus: 1 punto por convertir 4 tries o más en un partido y 1 al equipo que pierda por no más de 7 tantos de diferencia

## Resultados
| 27 de junio | Canadá | 22 - 40 | Nueva Zelanda |  |  |

| 27 de junio | Inglaterra | 39 - 13 | Estados Unidos |  |  |

| 1 de julio | Canadá | 28 - 36 | Estados Unidos |  |  |

| 1 de julio | Nueva Zelanda | 26 - 7 | Inglaterra |  |  |

| 5 de julio | Canadá | 14 - 15 | Inglaterra |  |  |

| 5 de julio | Nueva Zelanda | 47 - 14 | Estados Unidos |  |  |

| Bandera de Nueva Zelanda |
| Campeón Nueva Zelanda    |